# Faro de Pointe des Corbeaux
El faro de Pointe des Corbeaux es un faro francés, situado en la punta homónima de la Isla de Yeu. Situado en el extremo suroeste de la isla, fue construido en 1950 para sustituir a una torre anterior destruida durante la II Guerra Mundial. Junto con el Faro de la Isla de Yeu, es uno de los dos faros de la isla que fueron diseñados por Maurice Durand; la construcción de ambos fue completada en el mismo año.

## Diseño
El faro de Pointe des Corbeaux mide 62 metros de altura, con una estructura de hormigón en forma de prisma octogonal. La torre y galería son de color blanco, mientras que la linterna es de color rojo. El faro muestra una serie de tres destellos rojos, en un patrón de dos a uno, cada quince segundos. 

## Historia
El primer faro en el punto se encendió el 1 de septiembre de 1862. Una pequeña tourelle encerrada en mampostería, que medía 38 metros de altura. Su producción eléctrica se basó en diferentes formas de energía basadas en aceite vegetal y aceite mineral y gasolina. Este faro sobrevivió hasta ser destruido por la retirada de tropas alemanas el 25 de agosto de 1944. La reconstrucción de la torre fue terminada en 1950 con un diseño de Durand. Este faro fue automatizado en 1990, y sigue estando en activo.
Hoy en día el faro está controlado por la estación del faro de la Isla de Yeu.